# Елерштат
Елерштат (њем. Ellerstadt) општина је у њемачкој савезној држави Рајна-Палатинат. Једно је од 48 општинских средишта округа Бад Диркхајм. Према процјени из 2010. у општини је живјело 2.232 становника. Посједује регионалну шифру (AGS) 7332013.

## Географски и демографски подаци
Елерштат се налази у савезној држави Рајна-Палатинат у округу Бад Диркхајм. Општина се налази на надморској висини од 105 метара. Површина општине износи 6,3 km². У самом мјесту је, према процјени из 2010. године, живјело 2.232 становника. Просјечна густина становништва износи 352 становника/km².